# Дагестанский государственный педагогический университет
Дагеста́нский госуда́рственный педаго́гический университе́т (ДГПУ) — высшее учебное заведение в Махачкале, один из крупнейших университетов в Дагестане.
Организован на основании постановления СНК РСФСР от 1 ноября 1943 г. за № 903 и постановления СНК ДАССР от 29 июня 1944 г. за № 459 с целью подготовки учителей для семилетних школ республики из девушек коренных национальностей Дагестана. Институт начал работу с 1 октября 1944 г.
Число студентов составляет свыше 15 тысяч человек. Университет имеет 1 филиал в республике — в городе Дербенте. В структуре вуза 5 институтов, 15 факультетов, 70 кафедр, 2 межвузовских центра, аспирантура по 42 специальностям, 5 научных лабораторий, диссертационные советы по 4 специальностям.

## История
Указом Президиума Верховного Совета ДАССР от 31 июля 1951 года Дагестанскому женскому учительскому институту присвоено имя народного поэта Дагестана Гамзата Цадасы.
На основании постановления СНК ДАССР от 4 августа 1954 г. за № 285 Дагестанский государственный женский учительский институт реорганизуется в Дагестанский государственный женский педагогический институт.
В 1964 году женский педагогический институт был преобразован в Дагестанский государственный педагогический институт, а в 1994 году в Дагестанский государственный педагогический университет.
В 1972 году педагогический институт был награждён почетной грамотой Верховного Совета РСФСР и Юбилейной медалью «50-лет СССР» за высокие достижения в просвещении и долголетнее развитие педагогических традиций.
Министр образования и науки Андрей Фурсенко в журнале «100 наций» назвал Дагестанский государственный педагогический университет вторым по численности студентов во всем ЮФО.
В 2008 году университет награждён Почетной Грамотой с занесением во Всероссийский национальный Регистр «100 Лучших вузов России».
Университет осуществляет подготовку по 34 специальностям подготовки дипломированных специалистов, 9 направлениям подготовки бакалавров и 4 направлениям подготовки магистров.
Преподавательский состав насчитывает свыше 1500 преподавателей, из них 262 — доктора наук, 694 — кандидаты наук и доценты.

## Структура
Факультеты
- Биологии, географии и химии
- Дагестанской филологии
- Дошкольного образования
- Иностранных языков
- Исторический
- Культуры и искусств
- Начальных классов
- Права
- Социальной педагогики и психологии
- Специального (дефектологического) образования
- Технологии и профессионально-педагогического образования
- Управления
- Физики, математики и информатики
- Физической культуры и безопасности жизнедеятельности
- Филологический
- Художественно-графический

Институты
- НИИ дефектологии, клинической психологии и инклюзивного образования.
- НИИ общей и неорганической химии.
- НИИ филологии.

Филиалы ДГПУ
- Филиал в городе Дербенте (открыт в 1996 году)[6]

## Руководители
Ректоры
| Годы      | Ректор                               |
| --------- | ------------------------------------ |
| 1917—     | Джавад-бек Рафибеков                 |
| 1931—1933 | Шанавазов, Даниял Гасанагаевич       |
| 1942—1943 | Фаталиев, Халиль Магомедович         |
| 1944—1947 | Некрасов П. Н.                       |
| 1958—1964 | Кабидова, Хадижат Магомедовна        |
| 1964—1987 | Магомедов, Ахмед Магомедович         |
| 1987—2006 | Исмаилов, Шейх Ибрагимович           |
| 2006—2012 | Маллаев, Джафар Михайлович           |
| 2012—2013 | Шахов, Шахабас Курамагомедович       |
| 2013—2017 | Абдуллаев, Магомед Имранович         |
| 2017—2019 | Магомедова, Марина Гаджиевна (и. о.) |
| 2019      | Раджабов, Аслан Алиевич (Врио)       |
| 2019—2021 | Федотова, Полина Яновна (и. о.)      |
| 2021—н.в  | Асваров, Нариман Асварович           |

## Известные выпускники
- Абдуллаев, Шахмардан Гасан-Гусейнович (1911—1996) — кумыкский советский актёр, лакский писатель, драматург.
- Гаджиев, Булач Имадутдинович (1919—2007) — народный учитель СССР, заслуженный учитель Дагестана и РСФСР, кавалер ордена Ленина, краевед и писатель.
- Магомедбекова, Загидат Магомедовна (1920—1999) — дагестановед.
- Магомедов, Магомедали Магомедович (1930) — Председатель Государственного Совета Республики Дагестан (1994—2006).
- Алиева, Фазу Гамзатовна (1932—2016) — советская и российская аварская поэтесса, народная поэтесса Дагестана (1969), прозаик и публицист.
- Казиева, Хамис Абдусаламовна (1932) — Герой Социалистического Труда (1968).
- Кирьян, Михаил Митрофанович(1921―2000) ― советский военный историк, генерал-лейтенант, доктор военных наук, профессор, Заслуженный деятель науки РСФСР
- Маллаев, Джафар Михайлович (1949) — ученый-дефектолог.
- Гарунов, Аладдин Рамазанович (1956) — художник, скульптор, живописец, график.
- Лапина, Светлана Михайловна (1978) — российская легкоатлетка.
- Омарова, Патимат Омаровна (1974) — ученый-дефектолог.
- Ганачуева, Саният Ганачуевна (1977) — первая российская чемпионка мира по вольной борьбе (1995), чемпионка России (1995), серебряный призёр первенства Европы (1995).
- Ракита, Марк Семёнович (1938) — спортсмен, 2-х кратный Олимпийский чемпион (1964 и 1972) и 2-х кратный серебряный призёр Олимпиады (1968 и 1972) по фехтованию (сабля). 6-кратный чемпион мира.
- Назлымов, Владимир Аливерович (1945) — спортсмен, 3-кратный Олимпийский чемпион (1968; 1976 и 1980); 2-кратный серебряный призёр Олимпиады (1972 и 1976) и бронзовый призёр (1972) по фехтованию (сабля). 10-ти кратный чемпион мира.
- Агабалаев, Мелик-Мамед Агабалаевич (1959) — художник.